# 1930年4月28日の日食

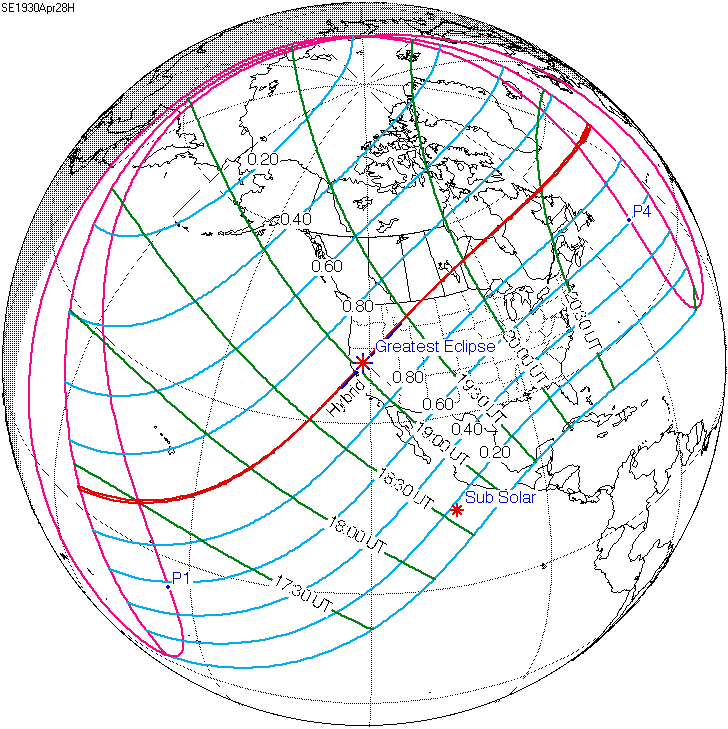

1930年4月28日の日食は、1930年4月28日に観測された日食である。種類は金環皆既日食であり、アメリカで皆既日食が観測され、アメリカ、カナダ、ニューファンドランドで金環日食が観測され、北アメリカのほとんどと周辺の一部で部分日食が観測された。

## 通過した地域
この日食の金環皆既帯は最初金環食であり、途中で皆既食に変わり、最後再び金環食に変わった。最初の金環帯は完全に太平洋上にあり、途中の皆既帯が通過したのはアメリカ合衆国のカリフォルニア州北部・ネバダ州北西部・オレゴン州南東部・アイダホ州中南部・モンタナ州南西部で、最後の金環帯が通過したのはアメリカのモンタナ州中北部、カナダのサスカチュワン州南東部・マニトバ州中南部・オンタリオ州北部・ノースウエスト準州のフラエティ島（現在ヌナブト準州に属する）・ケベック州北部、ニューファンドランド自治領（現在カナダのニューファンドランド・ラブラドール州）のラブラドール地方北部だった。皆既食の最大はアメリカ合衆国カリフォルニア州ユバ郡北東部にあった。
また、皆既日食と金環日食が見えなくても、部分日食が見えた地域は太平洋中北部、ソ連北東部（現在のロシアに属する）、日本千島列島中北部（現在のロシアに属する）、カナダとアメリカ全国、メキシコのほとんど（南東端を除く）、デンマーク領グリーンランド、大西洋北部（キューバ北西端、バハマのほとんど、バミューダ諸島、アイスランド、アゾレス諸島、デンマーク領フェロー諸島、アイルランド、イギリス北部などの島を含む）、ノルウェー北西部沿岸、ノルウェー領スヴァールバル諸島、北極海の大部分だった。ソ連北東部の白夜のある一部の地域では、深夜0時をまたいで4月28日から4月29日まで、または完全に4月29日に部分日食が見えた。また、アメリカ合衆国カリフォルニア州の主要都市サンフランシスコは皆既帯からわずか40キロ離れ、食分が0.990な部分日食が見えた。

## 観測
金環皆既日食は普通、月の本影のシャドウコーンの先端が地球表面に非常に近いため、皆既食または金環食のどちらかが見える地域から見ても、月と太陽の外周は非常に近い。月面の縁にある凹凸の山のため、普通の皆既日食より多いベイリー・ビーズが見え、この日食は地球の大きさと形と月面の外周の山を測定した良い機会だった。科学者はアメリカのカリフォルニア州キャンプトンビルなどで日食の各段階の正確な時間を記録した。皆既日食の持続時間がわずか1秒で、写真を撮るためには皆既食の始まりの後すばやく写真フィルムを挿入する必要があった。また、他の科学者はメア・アイランド海軍造船所の飛行機で長波受信機で音声付きの画像を録画した。1枚ずつ1/5秒の精度を持った。
前に発生した、この日食と同様に137番のサロス周期系列に属する1912年4月17日の金環皆既日食の時、科学者はフランスのパリ付近で似たような観測をした。同じサロス周期系列に属する次の2回の金環日食も食分がかなり1に近く、似たような観測条件があり、科学者は1948年5月9日に日本礼文島で、1966年5月20日にギリシャとトルコで観測した。